# Schwarze Laber
Die Schwarze Laber (veraltet auch Schwarze Laaber) ist ein 77 km langer, linker Zufluss der Donau in Bayern.

## Name
Erstmals schriftlich erwähnt wurde der Fluss etwa um 1150 als Labere.
Der Name Laber rührt höchstwahrscheinlich von „*labara“ her, was in der Sprache der mitteleuropäischen Kelten so viel wie „die Schwatzende, Rauschende“ bedeutete. Albrecht Greule hält zudem noch eine andere Herleitung über indogermanisch *lab- für „schlaff herabhängen“ (vgl. altirisch lobur für „schwach“) für möglich. Eine weitere Herkunft des Namens könnte auch auf den bairischen Begriff „lap“ (träge, langsam, faul) zurückgehen, dies in Bezug auf die langsame Strömung des Gewässers. Das Beiwort „schwarz“ bekam die Laber durch ihr geringes Gefälle, weshalb sie oft sehr langsam fließt und ihr Wasser dunkel erscheint. Es unterscheidet sie von der Weißen Laber und zahlreichen weiteren Flüssen mit dem Namensbestandteil Laber: Weiße Laber, Große Laber, Kleine Laber.
Für ebendiese Flüsse herrschte lange Jahre Uneinigkeit über die Schreibweise Laaber oder Laber, bis sich Sprachwissenschaftler 2002 einigten, den Namen aufgrund des keltischen Ursprungswortes mit nur einem "a" zu schreiben. Die alte Schreibweise findet sich aber noch in Ortschaftsnamen: Laaber oder Rottenburg an der Laaber.

## Geografie

### Laberquelle
Die Schwarze Laber entspringt nordöstlich von Neumarkt in der Oberpfalz in Laaber, einem Ortsteil von Pilsach an der Europäischen Hauptwasserscheide, aus einer Karstquelle. Das Quellwasser hat ganzjährig eine Temperatur von 8 bis 10 °C. Die Quelle wurde im Jahre 2005 durch den Landschaftspflegeverband, die Gemeinde Pilsach und das Wasserwirtschaftsamt Regensburg komplett umgestaltet. Vor der Renaturierung flossen Straßenabwässer in den Bereich der Quelle ein.

### Verlauf
Die Schwarze Laber fließt von dort durch den Oberpfälzer Jura Richtung Süden und mündet bei Sinzing in die Donau.

### Einzugsgebiet und Zuflüsse
Die Schwarze Laber entwässert den zwischen der Weißen Laber im Westen und der Lauterach, der Vils sowie der Naab im Osten gelegenen, zentralen und südöstlichen Teil des Oberpfälzer Juras. Das orografische Einzugsgebiet umfasst auch verkarstete Hochflächen mit Trockentälern ohne oder mit nur periodischem oberirdischem Abfluss.
- Lampertshofener Bach (rechts)
- Mühlbach (links)
- Dürner Bach (rechts)
- Harenzhofener Bach (rechts)
- Waldhauser Bach (rechts)
- Frauenbach (links)
- Kerschbach (rechts)
- Frauenbach (links)
- Bachmühlbach (rechts)

### Orte am Fluss
- Pilsach-Dietkirchen
- Velburg-Oberweiling-Finsterweiling
- Velburg-Lengenfeld
- Parsberg – Klapfenberg – Darshofen
- Beratzhausen
- Laaber
- Deuerling
- Nittendorf (Ortsteil Loch)
- Eichhofen
- Schönhofen
- Sinzing
- Bruckdorf
- Alling
- Untereinbuch

## Besonderheiten
Die Schwarze Laber friert nur in besonders strengen Wintern zu, da sie von unterirdischen Karstquellen gespeist wird. Die Wassertemperatur liegt ziemlich konstant bei etwa 8 °C.